# Фукс, Александр Сергеевич
Александр Сергеевич Фукс (род. 18 ноября 2002, Санкт-Петербург) — российский футболист, нападающий клуба «Урал-2».

## Карьера

### «Строгино»
Воспитанник ДЮСШ петербургского клуба «Звезда». В феврале 2020 года футболист перешёл в швейцарский «Сьон». Выступал за команду до 18 лет, позже стал игроком молодёжной команды. В феврале 2021 года футболист перешёл в российский «Ростов». В сентябре 2021 года футболист стал игроком московского клуба «Строгино». Дебютировал за клуб 10 сентября 2021 года в матче против клуба «Химки-М», выйдя на замену на 69 минуте. Футболист сразу же закрепился в основной команде клуба, однако преимущественно выходил на замены. Дебютный гол за клуб забил 19 октября 2021 года в матче против клуба «Металлург-Видное». За первую половину сезона футболист в 11 матчах отличился 3 забитыми голами.

### «Нафтан»
В марте 2022 года футболист перешёл в белорусский клуб «Нафтан». В начале 2023 года футболист стал готовиться к новому сезону с основной командой клуба. Дебютировал за клуб 18 марта 2023 года в матче против солигорского «Шахтёра», выйдя на замену на 86 минуте. На протяжении первой половины сезона закрепился в основной команде, однако остался игроком замены, выходя на поле преимущественно под конец второго тайма, результативными действиями не отличившись. В июле 2023 года футболист покинул новополоцкий клуб.

### «Урал-2»
В апреле 2024 года футболист присоединился к «Уралу-2», подписав контракт до конца сезона. 